# Ogcodes taiwanensis
Ogcodes taiwanensis är en tvåvingeart som beskrevs av Evert I. Schlinger 1971. Ogcodes taiwanensis ingår i släktet Ogcodes och familjen kulflugor.
Artens utbredningsområde är Taiwan. Inga underarter finns listade i Catalogue of Life.